# اولپن
اولپن (به انگلیسی: Owlpen) یک روستا و محله مدنی در بریتانیا است که در Stroud District واقع شده‌است. اولپن ۳۲ نفر جمعیت دارد.